# Odoreu, Satu Mare
Odoreu (în maghiară Szatmárudvari) este satul de reședință al comunei cu același nume din județul Satu Mare, Transilvania, România. Se află pe DN19F.

## Istoric
Numele Odoreului a fost menționat pentru prima dată în 1214 sub numele de Vduori, în 1380 Vduari, în 1463 în Odvary și în 1491 în Wdwary. În 1380, satul aparținea lui János, fiul lui Simon de Meggyesi, din clanul Pok. Unii cercetători susțin că locul numit “Udvarnuk” pe malul Someșului, din documente din 1169 se referă deja la această așezare. În 1491 aparținea Cetății Seini, iar până în 1500 aparținea membrilor familiei Moric și apoi Báthory. În secolul XVII a aparținut familiilor Bethlen și Rákóczi.
În secolul XVIII a aparținut mai multor familii: contele Teleki, baronul Wesselényi, Iklódy, Kastal, Malatinszky, Gáspár, Lónyay, Becsky, Darvay, Matay, Nagy, Katra, Dombrády, Putnoki și Szigeti.
La începutul anilor 1800, pe lângă cele enumerate, familiile Egei, Szeőke, Sipos, Madaras, Buday, Szilágyi, Pap, Szabó și Rácz au achiziționat și ei proprietăți aici. La începutul secolului al XX-lea, Domahidy Sándor și Szeőke Barná aveau cele mai mari moșii. 
Fiind situat pe drumul dintre Satu Mare și Medieșu Aurit, a fost deseori jefuit de oști prădătoare. Pădurea din apropiere a fost tradițional cuib notoriu al tâlharilor.
Între anii 1818-23 a fost construită biserica ortodoxă „Sfinții Arhangeli Mihail și Gavril”, pe locul unui lăcaș de cult de lemn. Noul edificiu are o navă dreptunghiulară și absidă semicirculară, specifice stilului baroc, frecvent întâlnit la începutul secolului XIX. Turnul a fost adăugat în anul 1880. Credincioșii emigrați în America au contribuit în anul 1910 la construcția amvonului, tot atunci fiind adus un ceas pentru turn, cu patru cadrane și cu bătaia pe clopote. Se pare că în același an a fost realizat și iconostasul, ce se remarcă prin frumusețea sculpturii, artistul Gheorghe Bondoc semnând pictura, refăcută cu mult talent și cu respectarea erminiei bizantine.
În 1880, provit primului recensământ etnic făcut de Regatul Ungariei, în sat trăiau 1.649 de persoane, dintre care 883 erau români, 733 maghiari și 33 din alte etnii.
În 1907 un mare incendiu a ars aproape tot satul. În 1970 o inundație devastatoare a avut loc la Odoreu, care a distrus jumătate din sat.
După recensământul din 2002, Odoreul avea 4.483 de locuitori, 3.221 fiind români, 1.079 maghiari, 163 țigani, 16 germani și 4 din alte etnii.